# Котел (община)
Котел (болг. Община Котел) — община в Болгарии. Входит в состав Сливенской области. Население составляет 22 298 человек (на 15 августа 2008 года).
Административный центр — город Котел.

## Географическое положение
Община расположена в юго-восточной части Болгарии на границе восточной и средней части гор Стара-Планина. Граничит: на севере — с общиной Омуртаг, на северо-западе — с общиной Антоново, на западе — с общиной Сливен, на юге — с общиной Стралджа, на востоке — с общиной Сунгурларе, а на северо-востоке — с общиной Вырбица.
Площадь территории общины 858,1 км². Община находится на расстоянии 328 км восточнее столицы Болгарии — города София и в 49 км северо-восточнее областного центра — города Сливен. Высота над уровнем моря: от 300 до 1128 м. Высочайшая вершина — Разбойна (1128 м).

## Климат
Климат умеренно континентальный с влиянием горных климатических областей. Зима — снежная, лето — прохладное, а осень тёплая и продолжительная.

## Состав общины
В состав общины входят следующие населённые пункты:
1. Боринци
2. Братан
3. Градец
4. Дыбова
5. Жеравна
6. Катуниште
7. Кипилово
8. Котел
9. Малко-Село
10. Медвен
11. Мокрен
12. Нейково
13. Орлово
14. Остра-Могила
15. Пыдарево
16. Седларево
17. Соколарци
18. Стрелци
19. Тича
20. Топузево
21. Филаретово
22. Ябланово

## Политическая ситуация
Кмет (мэр) общины Котел — Христо Русев Киров (предвыборная коалиция «Либеральный союз „Котел“»: Национальное движение «Симеон Второй» (НДСВ) и «Движение за права и свободы») по результатам выборов.